# Langerød (Asminderød Sogn)
 For alternative betydninger, se Langerød. (Se også artikler, som begynder med Langerød)
Langerød er en landsby i Asminderød Sogn i Fredensborg Kommune (tidligere Asminderød-Grønholt Kommune, Lynge-Kronborg Herred, Frederiksborg Amt).
Landsbyen bestod i 1682 af 3 gårde og 1 hus med jord. Det samlede dyrkede areal udgjorde 69,8 tønder land skyldsat til 11,50 tønder hartkorn. Dyrkningsformen var tovangsbrug med rotationen 2/2.
I mellemkrigstiden blev der oprettet et trinbræt ved Langerød på Nordbanen.